# Alexander Frusina
Alexander Frusina (* 17. Dezember 2005 in Houston, Texas) ist ein US-amerikanischer Tennisspieler.

## Karriere
Frusina spielte bis 2023 auf der ITF Junior Tour. In der Jugend-Rangliste erreichte er mit Platz 17 seine höchste Notierung im September 2023. Von 2022 bis 2023 nahm er an sechs Grand-Slam-Turnieren teil. Im Einzel der US Open 2023 war er mit dem Einzug ins Viertelfinale am erfolgreichsten. Im Doppel erzielte er Anfang 2023 bei den Australian Open das gleiche Resultat. Durch gute Resultate bei Turnieren der dritthöchsten Kategorie J300 (ein Titel, ein Finale und zwei Halbfinals) platzierte er sich dennoch in den Top 20 der Junioren.
Bei den Profis spielte Frusina 2023 nur wenige Turniere, bei einem davon gewann er den ersten Punkt für die Tennisweltrangliste. Weil er zusammen mit Adhithya Ganesan den Titel bei der USTA doubles national championship, der US-amerikanischen Junioren-Meisterschaft, gewann, erhielt die Paarung eine Wildcard für das Doppelfeld der US Open. Dort unterlagen sie zum Auftakt der Paarung aus Tallon Griekspoor und Thanasi Kokkinakis. Im Doppel ist er bislang noch ohne Ranking.